# RUMBLE
『RUMBLE』（ランブル）は、thee michelle gun elephantの1枚目のベスト・アルバム。1999年8月6日発売。発売元は日本コロムビア。

## 解説
バンド初のベスト・アルバム。
既に発表済みの8cmやマキシシングルに収録された楽曲をリマスタリングして収録している。
メンバーの意向もあり、本作に収録された楽曲は、後に発売される「TMGE 106」には収録されていない。
初回生産盤は見開き紙ジャケット仕様。
歌詞カードとは別に16ページ・カラー・フォトブックが封入されている。

## 収録曲
| 全作詞・作曲: チバユウスケ、全編曲: thee michelle gun elephant。 |                                                 |              |              |      |
| #                                                                | タイトル                                        | 作詞         | 作曲・編曲   | 時間 |
| 1.                                                               | 「キャンディ・ハウス」                          | チバユウスケ | チバユウスケ | 3:21 |
| 2.                                                               | 「オートマチック」(トランジスタ・バージョン)    | チバユウスケ | チバユウスケ | 2:12 |
| 3.                                                               | 「君に会いにゆこう」                            | チバユウスケ | チバユウスケ | 3:16 |
| 4.                                                               | 「カルチャー」                                  | チバユウスケ | チバユウスケ | 3:23 |
| 5.                                                               | 「ランドリー」                                  | チバユウスケ | チバユウスケ | 4:35 |
| 6.                                                               | 「カーテン」                                    | チバユウスケ | チバユウスケ | 6:07 |
| 7.                                                               | 「CISCO〜想い出のサンフランシスコ」(She's gone) | チバユウスケ | チバユウスケ | 2:06 |
| 8.                                                               | 「ゲット・アップ・ルーシー」                    | チバユウスケ | チバユウスケ | 4:47 |
| 9.                                                               | 「スピーカー」                                  | チバユウスケ | チバユウスケ | 3:00 |
| 10.                                                              | 「スパイダー スパイダー」                       | チバユウスケ | チバユウスケ | 1:32 |
| 11.                                                              | 「深く潜れ」                                    | チバユウスケ | チバユウスケ | 4:02 |
| 合計時間:                                                        | 合計時間:                                       | 38:21        |              |      |

## 楽曲解説
1. キャンディ・ハウス
2ndシングル。アルバム『High Time』収録。シングルVer.はアルバム初収録。
2. オートマチック（トランジスタ・バージョン）
2ndシングル「キャンディ・ハウス」c/w
3. 君に会いにゆこう
3rdシングル「リリィ」c/w
4. カルチャー
4thシングル、アルバム『Chicken Zombies』収録。
シングルVer.はアルバム初収録。
5. ランドリー
4thシングル「カルチャー」c/w
6. カーテン
4thシングル「カルチャー」c/w
7. CISCO〜想い出のサンフランシスコ（She's gone）
4thシングル「カルチャー」c/w
本作リリースに伴い、ライブ映像を中心としたミュージック・ビデオが制作された。
8. ゲット・アップ・ルーシー
5thシングル、アルバム『Chicken Zombies』収録。
シングルVer.はアルバム初収録。
9. スピーカー
5thシングル「ゲット・アップ・ルーシー」c/w
10. スパイダー スパイダー
5thシングル「ゲット・アップ・ルーシー」c/w
11. 深く潜れ
5thシングル「ゲット・アップ・ルーシー」c/w